# Nunatak Ripa
Nunatak Ripa är en nunatak i Antarktis. Den ligger i Västantarktis. Argentina, Chile och Storbritannien gör anspråk på området. Toppen på Nunatak Ripa är 7 meter över havet.
Terrängen runt Nunatak Ripa är kuperad åt nordväst, men åt sydost är den platt. Trakten är obefolkad. Det finns inga samhällen i närheten.